# Neurotmeza
Neurotmeza (neurotmesis) – termin w klasyfikacji Seddona oznaczający przerwanie nerwu i jego osłonki, co powoduje porażenie nerwu; najpoważniejsze uszkodzenie w klasyfikacji.